# Clásica de Almería 2014
La 27e édition de la Clásica de Almería a eu lieu le 2 mars 2014. La course fait partie du calendrier UCI Europe Tour 2014 en catégorie 1.1.

## Présentation

### Équipes
Classée en catégorie 1.1 de l'UCI Europe Tour, la Clásica de Almería est par conséquent ouverte aux UCI ProTeams dans la limite de 50 % des équipes participantes, aux équipes continentales professionnelles, aux équipes continentales et aux équipes nationales.
12 équipes participent à cette Clásica de Almería 2014 - 1 ProTeam, 4 équipes continentales professionnelles, 6 équipes continentales et 1 équipe nationale :
| Nom de l'équipe | Pays    | Code |
| --------------- | ------- | ---- |
| Movistar        | Espagne | MOV  |

| Nom de l'équipe            | Pays    | Code |
| -------------------------- | ------- | ---- |
| Équipe nationale d'Espagne | Espagne | ESP  |

| Nom de l'équipe        | Pays      | Code |
| ---------------------- | --------- | ---- |
| Caja Rural-Seguros RGA | Espagne   | CJR  |
| CCC Polsat Polkowice   | Pologne   | CCC  |
| Cofidis                | France    | COF  |
| NetApp-Endura          | Allemagne | TNE  |

| Nom de l'équipe          | Pays     | Code |
| ------------------------ | -------- | ---- |
| ActiveJet                | Pologne  | AJT  |
| Burgos-BH                | Espagne  | BUR  |
| Ecuador                  | Équateur | ECU  |
| Efapel-Glassdrive        | Portugal | EFG  |
| Euskadi                  | Espagne  | EUK  |
| Louletano-Dunas Douradas | Portugal | LDD  |

## Classement final
|    | Coureur             | Pays     | Équipe                 |    | Temps           |
| -- | ------------------- | -------- | ---------------------- | -- | --------------- |
| 1  | Sam Bennett         | Irlande  | NetApp-Endura          | en | 4 h 21 min 33 s |
| 2  | Juan José Lobato    | Espagne  | Movistar               | +  | 0 s             |
| 3  | Davide Viganò       | Italie   | Caja Rural-Seguros RGA |    | 0 s             |
| 4  | Francisco Ventoso   | Espagne  | Movistar               |    | 0 s             |
| 5  | Stéphane Poulhiès   | France   | Cofidis                |    | 0 s             |
| 6  | José Joaquín Rojas  | Espagne  | Movistar               |    | 2 s             |
| 7  | Bartłomiej Matysiak | Pologne  | CCC Polsat Polkowice   |    | 2 s             |
| 8  | Luis Ángel Maté     | Espagne  | Cofidis                |    | 2 s             |
| 9  | Tiago Machado       | Portugal | NetApp-Endura          |    | 6 s             |
| 10 | Davide Rebellin     | Italie   | CCC Polsat Polkowice   |    | 6 s             |

## Liste des participants
- Liste de départ complète

| Légende | Légende                                                             | Légende | Légende                                          |
| ------- | ------------------------------------------------------------------- | ------- | ------------------------------------------------ |
| Num     | Dossard de départ porté par le coureur sur cette Clásica de Almería | Pos     | Position à l'arrivée de la course                |
| NP      | Indique un coureur qui n'a pas pris le départ de la course          | AB      | Indique un coureur qui n'a pas terminé la course |
| HD      | Indique un coureur qui a terminé la course hors des délais          |         |                                                  |

| Caja Rural-Seguros RGA CJR | Caja Rural-Seguros RGA CJR    | Caja Rural-Seguros RGA CJR |
| -------------------------- | ----------------------------- | -------------------------- |
| Num                        | Coureur                       | Pos                        |
| 1                          | Luis León Sánchez (ESP)       | AB                         |
| 2                          | Antonio Molina (ESP)          | 42e                        |
| 3                          | Rubén Fernández Andújar (ESP) | 54e                        |
| 4                          | Antonio Piedra (ESP)          | 27e                        |
| 5                          | David Arroyo (ESP)            | 11e                        |
| 6                          | Ramón Domene (ESP)            | AB                         |
| 7                          | Lluís Mas (ESP)               | 13e                        |
| 8                          | Davide Viganò (ITA)           | 3e                         |

| Cofidis COF | Cofidis COF              | Cofidis COF |
| ----------- | ------------------------ | ----------- |
| Num         | Coureur                  | Pos         |
| 11          | Yoann Bagot (FRA)        | 50e         |
| 12          | Jérôme Coppel (FRA)      | 14e         |
| 13          | Romain Hardy (FRA)       | 66e         |
| 14          | Christophe Laporte (FRA) | 36e         |
| 15          | Luis Ángel Maté (ESP)    | 8e          |
| 16          | Daniel Navarro (ESP)     | 29e         |
| 17          | Stéphane Poulhiès (FRA)  | 5e          |
| 18          | Edwig Cammaerts (BEL)    | 39e         |

| Movistar MOV | Movistar MOV             | Movistar MOV |
| ------------ | ------------------------ | ------------ |
| Num          | Coureur                  | Pos          |
| 21           | Alejandro Valverde (ESP) | 16e          |
| 22           | Pablo Lastras (ESP)      | 19e          |
| 23           | Juan José Lobato (ESP)   | 2e           |
| 24           | Javier Moreno (ESP)      | AB           |
| 25           | Nairo Quintana (COL)     | 47e          |
| 26           | José Joaquín Rojas (ESP) | 6e           |
| 27           | José Herrada (ESP)       | 55e          |
| 28           | Francisco Ventoso (ESP)  | 4e           |

| NetApp-Endura TNE | NetApp-Endura TNE      | NetApp-Endura TNE |
| ----------------- | ---------------------- | ----------------- |
| Num               | Coureur                | Pos               |
| 31                | Cesare Benedetti (ITA) | 45e               |
| 32                | Sam Bennett (IRL)      | 1re               |
| 33                | Iker Camaño (ESP)      | 15e               |
| 34                |                        |                   |
| 35                | Tiago Machado (POR)    | 9e                |
| 36                | José Mendes (POR)      | 40e               |
| 37                | František Padour (CZE) | 46e               |
| 38                | Erick Rowsell (GBR)    | 17e               |

| CCC Polsat Polkowice CCC | CCC Polsat Polkowice CCC  | CCC Polsat Polkowice CCC |
| ------------------------ | ------------------------- | ------------------------ |
| Num                      | Coureur                   | Pos                      |
| 41                       | Bartłomiej Matysiak (POL) | 7e                       |
| 42                       | Davide Rebellin (ITA)     | 10e                      |
| 43                       | Grzegorz Stępniak (POL)   | 56e                      |
| 44                       | Branislau Samoilau (BLR)  | 51e                      |
| 45                       | Marek Rutkiewicz (POL)    | 23e                      |
| 46                       | Łukasz Owsian (POL)       | 24e                      |
| 47                       | Tomasz Marczyński (POL)   | 18e                      |
| 48                       | Adrian Honkisz (POL)      | 52e                      |

| Euskadi EUK | Euskadi EUK              | Euskadi EUK |
| ----------- | ------------------------ | ----------- |
| Num         | Coureur                  | Pos         |
| 51          | Jon Aberasturi (ESP)     | 63e         |
| 52          | Mikel Aristi (ESP)       | 83e         |
| 53          | Carlos Barbero (ESP)     | 41e         |
| 54          | Illart Zuazubiskar (ESP) | 71e         |
| 55          | Mikel Iturria (ESP)      | 67e         |
| 56          | Miguel Mínguez (ESP)     | 44e         |
| 57          | Pablo Lechuga (ESP)      | 65e         |
| 58          | Haritz Orbe (ESP)        | 62e         |

| Burgos-BH BUR | Burgos-BH BUR                    | Burgos-BH BUR |
| ------------- | -------------------------------- | ------------- |
| Num           | Coureur                          | Pos           |
| 61            | Igor Merino (ESP)                | 70e           |
| 62            | Diego Leon Cuervo Zambrano (ESP) | AB            |
| 63            | Ibai Salas (ESP)                 | 30e           |
| 64            | Víctor Martín (ESP)              | 38e           |
| 65            | Ander Arranz (ESP)               | AB            |
| 66            | Unai Arranz (ESP)                | 80e           |
| 67            | Federico Butto (ITA)             | 73e           |
| 68            |                                  |               |

| Équipe nationale d'Espagne ESP | Équipe nationale d'Espagne ESP | Équipe nationale d'Espagne ESP |
| ------------------------------ | ------------------------------ | ------------------------------ |
| Num                            | Coureur                        | Pos                            |
| 71                             | Marcos Altur Boronat (ESP)     | 74e                            |
| 72                             | Álvaro Cuadros (ESP)           | AB                             |
| 73                             | Imanol Estévez (ESP)           | 84e                            |
| 74                             | Salvador Guardiola (ESP)       | 33e                            |
| 75                             | Martín Lestido (ESP)           | 35e                            |
| 76                             | Alvaro Martínez Medina (ESP)   | 82e                            |
| 77                             | Samuel Nicolas Martinez (ESP)  | 58e                            |
| 78                             | Antonio Jesús Soto (ESP)       | AB                             |

| Efapel-Glassdrive EFG | Efapel-Glassdrive EFG       | Efapel-Glassdrive EFG |
| --------------------- | --------------------------- | --------------------- |
| Num                   | Coureur                     | Pos                   |
| 81                    | Ricardo Mestre (POR)        | 72e                   |
| 82                    | Filipe Cardoso (POR)        | 22e                   |
| 83                    | Garikoitz Bravo (ESP)       | 77e                   |
| 84                    | Víctor de la Parte (ESP)    | 28e                   |
| 85                    | Rafael Silva (POR)          | 20e                   |
| 86                    | Bruno Silva (POR)           | 49e                   |
| 87                    | Diego Rubio Hernández (ESP) | AB                    |
| 88                    | Carlos Oyarzún (CHI)        | 21e                   |

| Ecuador ECU | Ecuador ECU             | Ecuador ECU |
| ----------- | ----------------------- | ----------- |
| Num         | Coureur                 | Pos         |
| 91          | Byron Guamá (ECU)       | 64e         |
| 92          | José Ragonessi (ECU)    | 79e         |
| 93          | Segundo Navarrete (ECU) | 81e         |
| 94          | Jaume Rovira (ESP)      | 68e         |
| 95          | Pablo Hidalgo (ECU)     | AB          |
| 96          | Isaac Carbonell (ESP)   | 76e         |
| 97          | Henry Velasco (ECU)     | 75e         |
| 98          | Higinio Fernández (ESP) | 48e         |

| Louletano-Dunas Douradas LDD | Louletano-Dunas Douradas LDD   | Louletano-Dunas Douradas LDD |
| ---------------------------- | ------------------------------ | ---------------------------- |
| Num                          | Coureur                        | Pos                          |
| 101                          | Raul Rubio (ESP)               | 34e                          |
| 102                          | Eugeniu Cozonac (MDA)          | 61e                          |
| 103                          | Rui Vinhas (POR)               | 60e                          |
| 104                          | Micael Isidoro (POR)           | 37e                          |
| 105                          | Raúl Alarcón (ESP)             | 25e                          |
| 106                          | Vicente García de Mateos (ESP) | 43e                          |
| 107                          | Francisco Moreno (ESP)         | 59e                          |
| 108                          | Jorge Martín Montenegro (ARG)  | 53e                          |

| ActiveJet AJT | ActiveJet AJT              | ActiveJet AJT |
| ------------- | -------------------------- | ------------- |
| Num           | Coureur                    | Pos           |
| 111           | Slawomir Chrzanowski (POL) | AB            |
| 112           | Mario González Salas (ESP) | 69e           |
| 113           | Paweł Franczak (POL)       | 26e           |
| 114           | Łukasz Bodnar (POL)        | 12e           |
| 115           | Michał Podlaski (POL)      | 32e           |
| 116           | Konrad Dąbkowski (POL)     | 78e           |
| 117           | Tomasz Mickiewicz (POL)    | 57e           |
| 118           | Emanuel Piaskowy (POL)     | 31e           |